# Mejor Entrenador de la ACB
El Mejor Entrenador de la ACB es un premio que entrega la Asociación de Clubes de Baloncesto, (ACB) y la Asociación Española de Entrenadores de Baloncesto, (AEEB) al mejor entrenador en la temporada regular. Este premio se instauró en la temporada 2007-2008 y se entrega en la presentación de la eliminatoria junto con otros premios de la Liga ACB, como el MVP de la Liga ACB o el premio al Quinteto Ideal de la temporada.
Cada mes se realiza una votación dependiendo de las victorias y las derrotas de ese equipo durante el mes, y el que mejor balance tenga es designado como mejor entrenador del mes. Los cuatro siguientes entrenadores con mejor balance cada mes, reciben unos puntos, que, al final de la campaña, se sumarían saliendo así, el vencedor definitivo.

## Palmarés

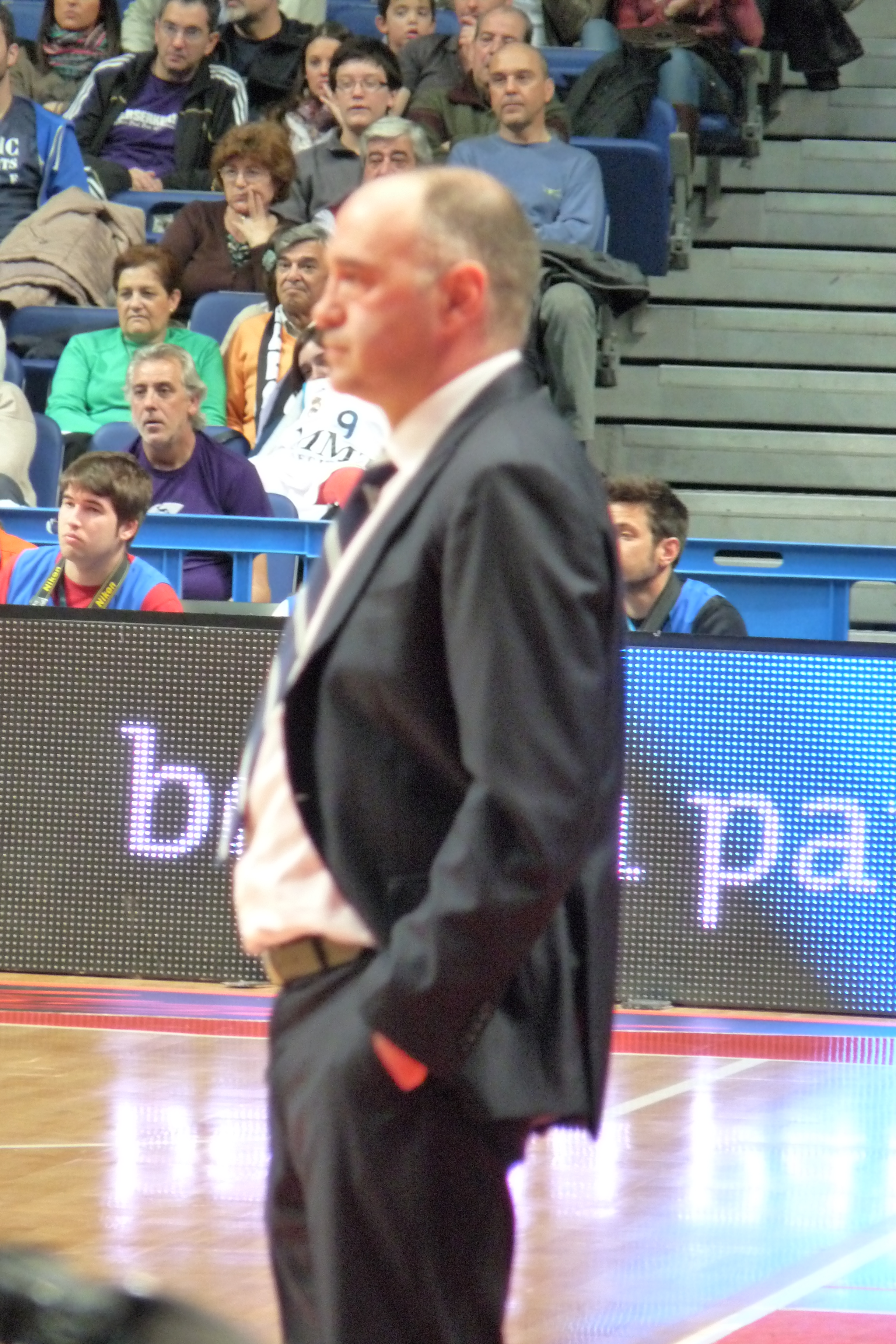
Pablo Laso ha ganado el galardón en cinco ocasiones.

| Temporada | Entrenador               | Equipo             | Balance | Ref.  |
| --------- | ------------------------ | ------------------ | ------- | ----- |
| 2007-08   | Joan Plaza               | Real Madrid CF     | 29–5    | [ 1 ] |
| 2008-09   | Duško Ivanović           | TAU Cerámica       | 28–4    |       |
| 2009-10   | Xavier Pascual           | Regal FC Barcelona | 31–3    | [ 2 ] |
| 2010-11   | Xavier Pascual (2)       | Regal FC Barcelona | 27–7    |       |
| 2011-12   | Xavier Pascual (3)       | Regal FC Barcelona | 29–5    |       |
| 2012-13   | Pablo Laso               | Real Madrid CF     | 30–4    |       |
| 2013-14   | Pablo Laso (2)           | Real Madrid CF     | 32–2    |       |
| 2014-15   | Pablo Laso (3)           | Real Madrid CF     | 27-7    | [ 3 ] |
| 2015-16   | Xavier Pascual (4)       | Regal FC Barcelona | 29–5    | [ 4 ] |
| 2016-17   | Txus Vidorreta           | Iberostar Tenerife | 22-10   | [ 5 ] |
| 2017-18   | Pablo Laso (4)           | Real Madrid CF     | 30-4    | [ 6 ] |
| 2018-19   | Svetislav Pešić          | FC Barcelona       | 27-7    |       |
| 2020-21   | Pablo Laso (5)           | Real Madrid CF     | 34-2    |       |
| 2021-22   | Šarūnas Jasikevičius     | FC Barcelona       | 27-7    |       |
| 2022-23   | Šarūnas Jasikevičius (2) | FC Barcelona       | 28-5    |       |
| 2023-24   | Sito Alonso              | UCAM Murcia        | 21–13   | [ 7 ] |